# ギルバート・ホワイト

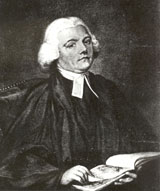
Gilbert White

ギルバート・ホワイト（Gilbert White, 1720年7月18日 - 1793年6月26日）は、18世紀イギリスの牧師、博物学者。

## 生涯

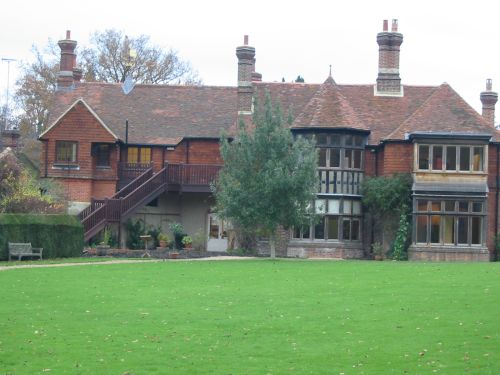
ウェイクス荘（セルボーン）

1720年、ロンドンの南西約80キロに位置するハンプシャーの小村、セルボーンに生まれる。家庭教師に学んだ後、オックスフォードのオリオル・カレッジに進む。
1746年に執事の命を受け、以後、ハンプシャー（セルボーンも含む）とウィルトシャーで助任司祭を務める。1758年に父が亡くなると、ホワイトはセルボーンに戻り、ウェイクス荘に定住。1763年に正式に相続。1784年に第4代のセルボーン副牧師に任命され、その職を全うした。生涯、独身を通し、1793年に死去。セント・メアリー教会にその墓石を訪ねることができる。生前の姿については、肖像画が残されておらず、姿勢のよいやせ形の風体をしていたとのみ伝えられている。

## 業績

### セルボーンの博物誌
ホワイトは、セルボーンで副牧師をつとめる傍らで、少年時代から興味を持っていた博物学の研究にほとんどの時間を費やし、その成果を約20年間にわたり博物学者のトマス・ペナントやデインズ・バリントンに送り続けた。ペナントらとの親交は、ギルバート・ホワイトの弟ベンジャミンが博物学書の出版を手がけていた関係から始まったものである。
そして、ペナントとバリントンに届けられた書簡をまとめ、1789年にベンジャミンの手によって出版されたのが『セルボーンの博物誌』である。流麗な文体と鋭い観察眼とを兼ね備えた『セルボーンの博物誌』は、博物誌の古典として今日まで受け継がれており、「たとえ英国が滅びても本書は永遠に残るだろう」と称えられることもあった。
その特徴は、当時の標本主義の博物学とは対照的に、鳥や植物、昆虫などの生態や自然景観の観察を、当地の歴史や山彦、日時計、田舎の迷信といった風土とともに記録した点にある。18～19世紀には牧師らがその居住地域の博物誌をまとめる習慣が流行したが、そのなかでホワイトの著作だけが古典となった所以でもある。
また、文学史上は、「政争から身を引き自然に遊ぶ隠棲者の随想」として、アイザック・ウォルトン『釣魚大全』と双璧をなすものとも評価されている。

## 今日の評価
『セルボーンの博物誌』に見られるようなホワイトの著述スタイルは、「生態地域主義」とも呼ばれ、ネイチャーライティングの起点をなすものとして評価されている。さらに、イングランドにおけるエコロジー・ムーブメントの先駆的存在としても認められており、その著作は英国において最も多くの版を重ねる書の一つとなっているほか、学術界では、現象学の立場に立つ場所論の視点からも、しばしば参照されている。

## ギルバート・ホワイト・ハウス
アメリカの博物学者ジョン・バローズが「『博物誌』を読んだら、セルボーンの村を見たいと思った」と述べているように、今日のセルボーンは、ホワイトの名声により博物誌の愛好家たちの聖地となっており、多くの「セルボルニアン」を生み出している。
なかでも、ホワイトが生涯のほとんどを過ごしたウェイクス荘が、オーツ・メモリアル・トラストによって当時の内装が維持された博物館「ギルバート・ホワイト・ハウス」となって公開されており、多くの人を集めている。ウェイクス荘には『セルボーンの博物誌』の元原稿が展示されているほか、建物の裏庭には、ホワイトの描いた花や野菜、樹木が植えられている。

## 著書
- 1789, The Natural History and Antiquities of Selborne.

山内義雄訳『セルボーンの博物誌』（養徳社 上下, 1948年、出帆社, 1976年、講談社学術文庫, 1992年）
寿岳文章訳『セルボーン博物誌』(岩波文庫 上下, 1949年、復刊2006年ほか）
西谷退三訳『セルボーンの博物誌』（博友社, 1958年、八坂書房, 1992年）
新妻昭夫編訳『セルボーンの博物誌』（小学館 地球人ライブラリー, 1997年）
井沢浩一編訳『セルボーンの博物誌の鳥たち』（生態系トラスト協会，2008年）。黒田万知子挿画
- 2007, The Illustrated Natural History of Selborne, Thames & Hudson.